# Georges Vacher de Lapouge
Georges Vacher de Lapouge, (1854—1936), foi um antropólogo francês, teórico da eugenia e do racialismo. Ele é conhecido como fundador da antroposociologia, o estudo antropológico e sociológico da raça como meio de estabelecer a superioridade de certos povos.
Ateu, anticlerical e militante socialista, foi um dos fundadores do Partido Operário Francês de Jules Guesde, posteriormente fundido à SFIO em 1902.

## Obras
- L'Aryen Son rôle social , 1899. 570 páginas.